# José Bello Gutiérrez
José Bello Gutiérrez (Sevilla, 24 de agosto de 1931-Gelves, Sevilla, 25 de octubre de 2022) fue un químico, farmacéutico y catedrático de universidad español. 

## Biografía
Nacido en Sevilla. Después de licenciarse en Ciencias Químicas por la Universidad de Sevilla, se licenció en Farmacia (1968) en la Universidad de Santiago de Compostela, tras cursar parte de la licenciatura en la Universidad de Navarra. En sus años universitarios coincidió con el farmacéutico Jesús Larralde.
En Pamplona comenzó su actividad docente (1969), hasta que en 1972 obtuvo plaza de colaborador científico del Consejo Superior de Investigaciones Científicas. Tiempo después se trasladó a su Sevilla natal, donde ocupó la Cátedra de Bromatología y Toxicología de la Facultad de Farmacia de la Universidad de Sevilla entre octubre de 1978 y octubre de 1981. En 1978, compatibilizó la docencia entre Sevilla y Granada, al ser nombrado profesor agregado de Bromatología, Toxicología y Análisis químico de la Facultad de Farmacia de la Universidad de Granada.
De regreso a Pamplona, continuó su docencia en la Universidad de Navarra hasta su jubilación en 2001. Contribuyó al desarrolló de las Ciencias del Análisis Químico, la Bromatología y la Toxicología a través de más de 280 trabajos publicados en revistas científicas. Publicó como autor y editor científico dieciséis libros, y dirigió 31 tesis doctorales.